# Cewnik Couvelaira
Cewnik Couvelaira – jeden z typów cewnika moczowego, zakończonego prostym, skośnie ściętym końcem oraz z dodatkowymi bocznymi otworami. Najczęściej zakładany jest u pacjentów z krwiomoczem, u których konieczne jest płukanie pęcherza moczowego (np. ze skrzepów), co umożliwiają dodatkowe otwory boczne. Może pozostać w pęcherzu przez kilka dni.